# Síndrome de Wellens
La síndrome de Wellens és una manifestació electrocardiogràfica de l'estenosi arterial coronària descendent anterior proximal esquerra (LAD) en pacients amb angina de pit inestable . Originalment pensat com dues presentacions separades, A i B, que ara es considera una forma d'ona en evolució, inicialment d'inversions de l'ona T bifàsica i més tard convertida en simètrica, sovint profunda (> 2 mm), l'ona T inversions en les derivacions precordials anteriors.
Descrit per Hein JJ Wellens i els seus col·legues el 1982 en un subgrup de pacients amb angina inestable, no sembla que sigui rara, apareixent en el 18% dels pacients en el seu estudi original. Un estudi prospectiu posterior va identificar aquesta síndrome en el 14% dels pacients en presentació i el 60% dels pacients en les primeres 24 hores.
La presència de la síndrome de Wellens té un valor diagnòstic i pronòstic significatiu. Tots els pacients de l'estudi de De Zwann amb resultats característics tenien més d'un 50% d'estenosi de l'artèria descendent anterior esquerra (mitjana = 85% estenosi) amb oclusió completa o gairebé completa en un 59%. En el grup d'estudi original de Wellens, el 75% de les persones amb manifestacions típiques de síndrome tenien un infart de miocardi anterior. Es va trobar que la sensibilitat i l'especificitat per a una estenosi significativa (més gran o igual al 70%) de l'artèria LAD eren del 69% i del 89%, respectivament, amb un valor predictiu positiu del 86%.
La síndrome de Wellens també s'ha vist com una rara presentació de la cardiomiopatia d'estrès.

## Diagnosi
- Inversió progressiva de l'ona T profunda simètrica en els cables V2 i V3
- Pendent de les ones T invertides generalment a 60 ° -90 °
- Poca o sense elevació de marcadors cardíacs
- Elevació discreta o sense segment ST
- Sense pèrdua d'ones R precordials .

Angiograma coronari, amb un vídeo a l'esquerra que mostra una estenosi crítica (95%) de la LAD proximal en un pacient amb síndrome de Wellens; El vídeo de la dreta mostra el mateix pacient després de la reperfusió.
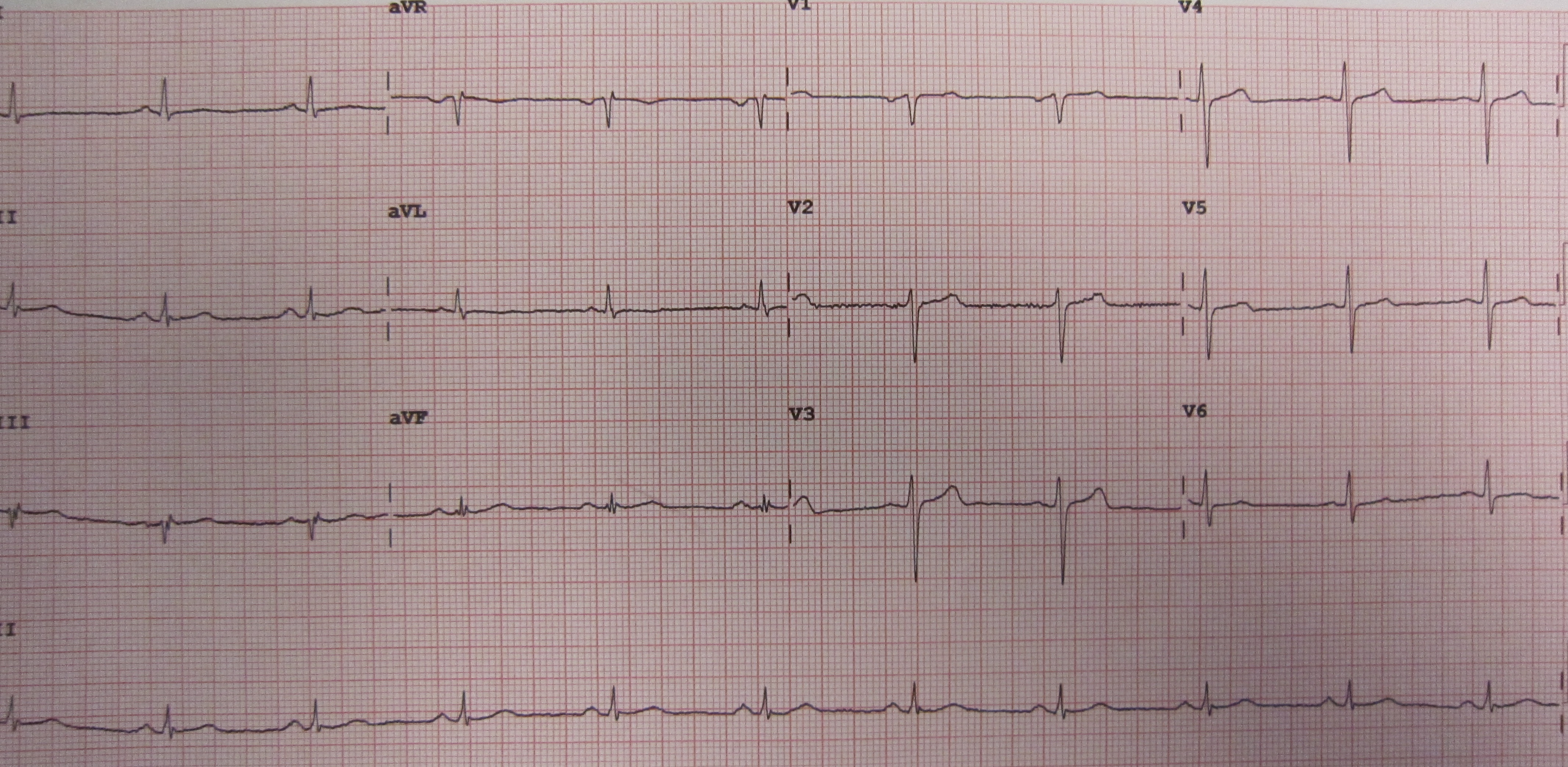
EKG en un pacient amb síndrome de Wellens quan té dolor al pit
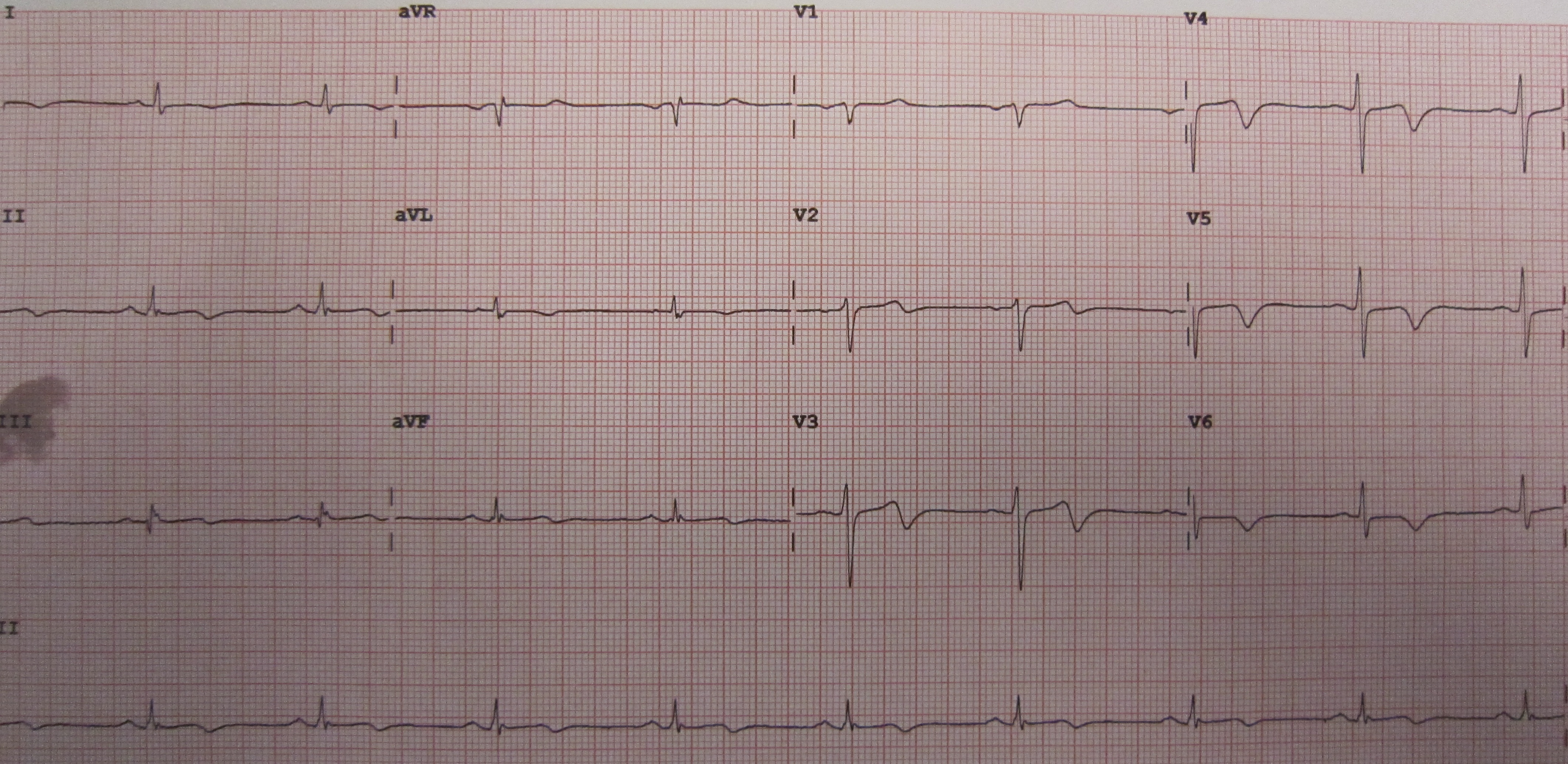
EKG de la mateixa persona quan no té dolor, cal tenir en compte les ones T bifàsiques als cables V2 i V3